# زهرة الآلام المربعة
زهرة الآلام المربعة أو آلامية مُضلعة (الاسم العلمي Passiflora quadrangularis)، نبات عارش معمر من فصيلة الآلامية، ساقة مُربعة الزوايا،
مُجنحة. أوراقه بسيطة، مُعنقة. أزهاره عطرية، كبيرة جدًا، مُزَنَّرَة، وردية إلى أرجوانية اللون الوردي من فوق، مُبيضة الصفحة السفلى. خيوطها
بيضاء وبنفسجية. الثمرة مأكولة، كبيرة جدًا، طولها 25 سم، قطرها 15 سم. مهده أمريكا الجنوبية.
لُباب الثمرة جيلاتيني، أبيض وسكري الطعم، وهو لذيذ جدًا إذا أُضيف إليه السكر. كذلك يؤكل اللُبّ مطبوخًا إذا جُمِعت الثمار قبل نُضجها.
الجذور سامة تشتهر على أنها مُخدرة شديدة الفِعْل.